# Bredören, Borgå
Bredören är en ö i Finland. Den ligger i Finska viken och i kommunen Borgå i den ekonomiska regionen  Borgå i landskapet Nyland, i den södra delen av landet. Ön ligger omkring 37 kilometer öster om Helsingfors.
Öns area är 1,6 hektar och dess största längd är 220 meter i sydväst-nordöstlig riktning. Ön höjer sig omkring 15 meter över havsytan.